# 야채부락리
야채부락리(野菜部落里, Green Village)는 넷마블에서 서비스하는 캐주얼 온라인 게임이다.